# Luis de Santiago Manescau
Luis de Santiago Manescau (Málaga, 1843 - Vitoria, 22 de junio de 1920) fue un militar español,  Capitán general de Cataluña durante los hechos de la Semana Trágica de 1909 en Barcelona.

## Biografía
Fue ascendido a general en 1895 y condecorado con la Cruz de la Real y Militar Orden de Santo Hermenegildo, y hasta el 11 de agosto de 1902 fue gobernador militar de Navarra. En 1902 fue nombrado miembro del Consejo Supremo de Guerra y Marina hasta el 17 de septiembre de 1906, cuando fue ascendido a teniente general. En septiembre de 1907 fue nombrado general Inspector del ministerio En marzo de 1909 fue nombrado Capitán general de Cataluña, en calidad del cual estuvo relacionado con la represión de los hechos de la  Semana Trágica de Barcelona. Parece que cesó por petición propia. El 6 de marzo de 1910 volvió a ser nombrado miembro del Consejo Supremo de Guerra y Marina, que ocupó hasta que pasó a la reserva en 1915.